# Eberhard von Gemmingen († 1501)
Eberhard von Gemmingen († 1501), genannt der Jüngere oder der Kammermeister, entstammte dem Geschlecht der Herren von Gemmingen aus deren frühem Stamm B (Hornberg). Er war Küchenmeister, Haushofmeister und Kammermeister bei Kurfürst Friedrich I.

## Leben
Eberhard war ein älterer Sohn von Eberhard dem Tauben († 1479) und von Barbara von Neipperg. Er erhielt anlässlich seiner Hochzeit 1457 vom Vater einen Teil von dessen Besitz. Der Vater hat auch Eberhards Bruder Hans (1431–1487) mit Besitz ausgestattet, während sechs weitere Brüder in den geistlichen Stand traten. 1460 nahm er mit seinem Vater und dem Bruder Hans und zehn Pferden auf Seiten des Kurfürsten Friedrich an der Schlacht bei Pfeddersheim teil. Der damalige Einsatz der Familie für die Pfalz brachte ihnen Lehen und hohe pfälzische Ämter ein. 
1473 ermahnte Pfalzgraf Friedrich die Stadt Heilbronn zur Wachsamkeit gegenüber Jörg von Rosenberg, der den Kammermeister Eberhard von Gemmingen gefangen weggeführt habe.
1476 wurden Eberhard von Gemmingen und seine Brüder Hans und Weiprecht mit dem Hinterhaus in der Burg Gemmingen belehnt.
Das Erbe des 1479 verstorbenen Vaters sorgte für langwierigen Streit zwischen den Söhnen, da der jüngere Sohn Reinhard († 1483) wieder aus dem geistlichen Stand ausgetreten war und gegenüber Eberhard und seinem Bruder Hans Ansprüche geltend machte. 1476 erreichte Eberhard, dass Reinhard das speyrische Lehen in Gemmingen verlor und stattdessen er damit belehnt wurde. 1479 ordnete Pfalzgraf Philipp an, dass der Besitz zu gleichen Teilen unter den Brüdern aufgeteilt werden solle. Die Erbstreitigkeiten setzten sich über den Tod des Vaters hinaus fort. Bruder Reinhard hatte außerdem Schulden hinterlassen, weswegen Eberhard 1493 die Hälfte des Fischwassers von Kochertürn verkauft hat, um die Schulden zu begleichen.

## Familie
Er war ab 1457 verheiratet mit Els von Hohenried. Diese erste Ehe dauerte etwa 30 Jahre, ihr entstammen keine Nachkommen. 1492 ging er eine zweite Ehe mit Magdalena von Adelsheim († 1516) ein. Seine zweite Frau brachte nach dem Tod ihrer Brüder Besitz an einem Drittel der Ganerbenschaft Maienfels und das Dorf Leibenstadt mit in die Ehe. Über den Sohn Götz ist nur wenig bekannt, während Sohn Eberhard († 1572) die Familienlinie fortführte. Die Nachkommen Eberhards bilden die heute noch bestehende Linie Bürg/Neckarzimmern innerhalb der Familie von Gemmingen.
Nachkommen:
- Götz (um 1494–1547)
- Margaretha († 1532) ⚭ Eberhard Horneck von Hornberg
- Eberhard (um 1500–1572) ⚭ Barbara von Wolfskehlen (1501–1545), Helena von Schellenberg († 1577)